# Thriges Kraftcentral
Thriges Kraftcentral er en velbevaret industribygning, som indeholder et sjældent intakt interiør fra elektroteknikkens barndom. Kraftcentralen er ejet af ejendomsselskabet Olav de Linde, men har siden 2007 også fungeret som et besøgssted under Møntergården (Museum Odense). Særligt interessant er muligheden for at se den originale B&W-dieselgenerator fra 1923, som hver måned startes op. Generatoren opstartes den første søndag i hver måned (undtagen januar og juli) af Dieselgruppen, som består af en række frivillige motorsagkyndige, så publikum får mulighed for at se og høre den gamle maskine i funktion.
Desuden indeholder museet også en udstilling om Thomas B. Thriges liv og virke, virksomheden og Kraftcentralen.
Kraftcentralen er beliggende i en nu nænsomt restaureret industribygning, tegnet af arkitekt Niels Jacobsen og opført i 1916. Kraftcentralen var hjertet i Thriges store fabrikskompleks i Odense og indeholdt en stor dieselmotor og to dampturbiner som leverede elektricitet og varme til hele fabrikken – og strøm til hele Skibhuskvarteret.

## Historie
Thrige-fabrikken fik i de første år elektricitet fra et mindre anlæg med en kedel og en dampmaskine. Men i takt med at fabrikken voksede, steg energibehovet så meget, at man var nødsaget til at bygge en ny stor kraftvarmecentral. Den stod færdig i 1916 med en skrårørskedel, en stalturbine og en B&W-dieselmotor. Allerede i 1923 måtte den oprindelige B&W-dieselmotor fra 1916 dog udskiftes med en større og i 1926 måtte den private kraftvarmecentral endnu en gang udvides fordi Thrige overtog en kraftigere turbine med tilhørende generator fra Odense Kommunale Elforsyning.
Kraftcentralens kedler og teknik blev løbende ændret, bl.a. i 1926 med tilføjelse af en ekstra kedel til forsyning af de to turbiner samt til dampopvarmning af fabrikshallerne, og under anden verdenskrig hvor olie var en mangelvare måtte dele af anlægget ændres, så der kunne anvendes tørv og tørvegas. Efter anden verdenskrig imødeså Thriges fabrikker endnu en gang et stigende behov for elektricitet. Man stod derfor overfor valget mellem endnu en udbygning af kraftcentralen med et stort dieselanlæg, eller i stedet at købe elektriciteten fra Odense Kommunale Elforsyning. Man valgte sidstnævnte løsning, muligvis fordi denne aftale samtidig indebar at Thrige fik mulighed for at levere transformere og andre elektriske komponenter til Odense Kommunale Elforsyning.
Efter omstillingen til modtagelse af el fra den kommunale strømforsyning fortsatte Thriges Kraftcentral med varmeproduktion til fabrikken, mens elproduktionen kun blev benyttet til spidslast på fabrikken. Desuden anvendte Thrige fortsat kraftcentralen ved forsøg og elektriske afleveringsprøver med større elektriske maskiner og transformatorer. Efterhånden blev anvendelsen af kraftcentralen dog helt udfaset og den sidste varmemester forlod værkførerkontoret og kraftvarmecentralen i midten 1970'erne. Dog var højspændingsafbryderne på højspændingsloftet i bygningen stadig under spænding helt frem til 1996.
Thomas B. Thriges Fond finansierede i 2006 renoveringen af kraftcentralbygningen, klargøring af generatoren samt tilblivelse af en museumsudstilling i bygningen. Efter aftale med bygningens ejer, Byggeselskabet Olav de Linde, har Kraftcentralen således siden 2007 fungeret som et filialmuseum under Museum Odense.